# Бертран Каї
Бертран Каї (фр. Bertrand Kaï, нар. 6 червня 1983) — французький футболіст, нападник клубу «Єнген Спорт». Виступав, зокрема, за клуб «Єнген Спорт», а також національну збірну Нової Каледонії.
Клубний чемпіон Океанії. 

## Клубна кар'єра
Дорослу футбольну кар'єру розпочав 2007 року виступами за команду клубу «Єнген Спорт», в якій провів шість сезонів. У 2015 році оформив «золотий дубль», вигравши разом з командою чемпіонат та кубок Нової Каледонії. Потім грав у складі «Маженти» (найтитулованіша команда французьких заморських територій, яка в 2014 році готувалася до старту в Лізі чемпіонів ОФК) та «Гаїчи», з якою 2014 року виграв кубок Нової Каледонії. У футболці «Гаїчі» виступав у Лізі чемпіонів ОФК.
До складу клубу «Єнген Спорт» приєднався 2015 року. Того ж року разом з командою вдруге в кар'єрі оформив «золотий дубль». У 2017 році допоміг «Єнген Спорту» виграти національний чемпіонат, а в 2019 році — Лігу чемпіонів ОФК.

## Виступи за збірну
Дебютував у складі національної збірної Нової Каледонії 14 червня 2008 року в нічийному (0:0) поєдинку проти Вануату.
Каї отримав виклик до збірної Нової Каледонії для участі в Тихоокеанських іграх 2011 року. На цьому турнірі Бертран з 10-а голами став найкращим бомбардиром. При чому 5-а голами Каї відзначився в одному матчі, 30 серпня 2011 року в переможному (9:0) поєдинку проти Гуаму. Усіма 10-а голами новокаледонець відзначився на груповому етапі, також виходив на поле у в півфінальному (2:0) поєдинку проти Таїтї та у фінальному матчі проти Соломонових Островів, проте голами у цих матчах не відзначався.
1 червня 2012 року Каї відзначився хет-триком у переможному (5:2) поєдинку кубку націй ОФК 2012 проти Вануату. Зіграв також у двох інших матчах Нової Каледонії на груповому етапі, проте усі 90 хвилині на полі не перебував. 3 червня в програному (3:4) поєдинку проти Таїті замінений під час перерви, а 5 червня в переможному (9:0) матчі проти Самоа вийшов на поле на початку другого тайму.
8 червня відзначився першим голом у складі збірної Нової Каледонії у переможному (2:0) півфінальному поєдинку проти Нової Зеландії у півфіналі, допомігши своїй країні вдруге в історії дійти фіналу Кубку націй ОФК. 10 червня у фінальному поєдинку зіграв усі 90 хвилин проти Таїті, проте не зміг допомогти уникнути новокаледонцям поразки (0:1), які стали срібними призерами турніру. З 4-а забитими м'ячами Бертран став 3-м найкращим бомбардиром турніру, дозволивши себе випередити лише Бенджаміну Тоторі з Соломонових Островів, а також Джонатану та Альвену Тео з Таїті.
Завдяки впевненим та результативним виступам на Тихоокеанських іграх 2011 року та Кубку націй ОФК 2012 року, у липні 2012 року Бертран Каї отримав звання Футболіст року ОФК, випередивши у цьому змаганні 9 претендентів, у тому числі й новозеландців Шейна Смелца та Кріса Вуда, а також Жана Калтака з Вануату. Каї став лише другим футболістом з Нової Каледонії, якого було удостоєно цього звання. До цього Найкращим футболістом року ОФК з Нової Каледонії визнавався лише Крістіан Карамбе (1995 та 1998), а також перший гравець з Тихоокеанських островів, якого було номіновано на звання найкращого футболіста Океанії з 2005 року.
Виступаючи незабаром після отримання нагороди, Каї зізнався, що був здивований перемогою у такій жорстокій конкуренції: «Якщо чесно, я не міг повірити [що я переміг] — це було справжньою несподіванкою, коли це було оголошено. Тільки після цього я зрозумів, яку [отримав] честь бути обраним серед професіональних футболістів з Нової Зеландії, і я дуже гордий, що пішов по стопах Крістіана Карамбе ... цей трофей також хороший [сигнал для] футболу Нової Каледонії, оскільки він демонструє, що у нас є талановиті гравці. Я хотів би подякувати футбольній родині в моїй країні, оскільки без них я не зміг би досягти цього рівня».
У грудні 2012 року Каї разом з Патріком Вайокою був названий Найкращим гравцем року Нової Каледонії на відкритті Футбольних Оскарів; обидва отримали 22,38% голосів у національній газеті «Les Nouvelles Calédoniennes». Бертран також потрапив до символічної «Команди року» за версією Федерації футболу Нової Каледонії.
У третьому раунді кваліфікації чемпіонату світу 2014 Каї відзначився двома голами у воротах збірної Таїтію, чим допоміг Новій Каледонії здобути перемогу з рахунком 4:0. Тим не менше новокаледонці відстали в турнірній таблиці від Нової Зеландії, яка кваліфікувалася до плей-оф проти Мексики.
Бертран був викликаний для участі в кубку націй ОФК 2016 у Папуа Новій Гвінеї. Відзначився голом у протистоянні з Таїті, проте не зумів допомогти уникнути поразки в півфіналі проти Нової Зеландії.

### Голи за збірну
Рахунок та результат збірної Нової Каледонії знаходиться на першому місці.
| №   | Дата            | Місце                                         | Суперник           | Рахунок | Результат | Змагання                                    |
| --- | --------------- | --------------------------------------------- | ------------------ | ------- | --------- | ------------------------------------------- |
| 1.  | 3 жовтня 2008   | Стад Марвіль, Сен-Мало, Франція               | Майотта            | 2–2     | 3–2       | Кубок сезону 2008                           |
| 2.  | 30 серпня 2011  | Стад Рів'єр Салі, Нумеа, Нова Каледонія       | Гуам               | 1–0     | 9–0       | Тихоокеанські ігри 2011                     |
| 3.  | 30 серпня 2011  | Стад Рів'єр Салі, Нумеа, Нова Каледонія       | Гуам               | 2–0     | 9–0       | Тихоокеанські ігри 2011                     |
| 4.  | 30 серпня 2011  | Стад Рів'єр Салі, Нумеа, Нова Каледонія       | Гуам               | 3–0     | 9–0       | Тихоокеанські ігри 2011                     |
| 5.  | 30 серпня 2011  | Стад Рів'єр Салі, Нумеа, Нова Каледонія       | Гуам               | 4–0     | 9–0       | Тихоокеанські ігри 2011                     |
| 6.  | 30 серпня 2011  | Стад Рів'єр Салі, Нумеа, Нова Каледонія       | Гуам               | 9–0     | 9–0       | Тихоокеанські ігри 2011                     |
| 7.  | 3 вересня 2011  | Стад Рів'єр Салі, Нумеа, Нова Каледонія       | Американське Самоа | 1–0     | 8–0       | Тихоокеанські ігри 2011                     |
| 8.  | 3 вересня 2011  | Стад Рів'єр Салі, Нумеа, Нова Каледонія       | Американське Самоа | 2–0     | 8–0       | Тихоокеанські ігри 2011                     |
| 9.  | 3 вересня 2011  | Стад Рів'єр Салі, Нумеа, Нова Каледонія       | Американське Самоа | 3–0     | 8–0       | Тихоокеанські ігри 2011                     |
| 10. | 3 вересня 2011  | Стад Рів'єр Салі, Нумеа, Нова Каледонія       | Американське Самоа | 6–0     | 8–0       | Тихоокеанські ігри 2011                     |
| 11. | 5 вересня 2011  | Стад Рів'єр Салі, Нумеа, Нова Каледонія       | Соломонові Острови | 1–1     | 1–2       | Тихоокеанські ігри 2011                     |
| 12. | 1 червня 2012   | Лоусон Тама, Хоніара, Соломонові Острови      | Вануату            | 1–0     | 5–2       | Кубок націй ОФК 2012                        |
| 13. | 1 червня 2012   | Лоусон Тама, Хоніара, Соломонові Острови      | Вануату            | 2–1     | 5–2       | Кубок націй ОФК 2012                        |
| 14. | 1 червня 2012   | Лоусон Тама, Хоніара, Соломонові Острови      | Вануату            | 4–2     | 5–2       | Кубок націй ОФК 2012                        |
| 15. | 8 червня 2012   | Лоусон Тама, Хоніара, Соломонові Острови      | Нова Зеландія      | 1–0     | 2–0       | Кубок націй ОФК 2012                        |
| 16. | 12 вересня 2012 | Стад Патер Те Оно Нуа, Пірае, Таїті           | Таїті              | 2–0     | 4–0       | кваліфікаційний раунд чемпіонату світу 2014 |
| 17. | 26 березня 2016 | Порт Віла Мунісипал, Порт-Віла, Вануату       | Вануату            | 1–0     | 1–2       | Товариський матч                            |
| 18. | 5 червня 2016   | Сер Джон Гюйс, Порт-Морсбі, Папуа Нова Гвінея | Таїті              | 1–0     | 1–1       | Кубок націй ОФК 2016                        |
| 19. | 5 жовтня 2016   | Лоусон Тама, Хоніара, Соломонові Острови      | Соломонові Острови | 1–0     | 3–0       | Товариський матч                            |
| 20. | 5 жовтня 2016   | Лоусон Тама, Хоніара, Соломонові Острови      | Соломонові Острови | 3–0     | 3–0       | Товариський матч                            |
| 21. | 8 жовтня 2016   | Лоусон Тама, Хоніара, Соломонові Острови      | Соломонові Острови | 1–0     | 1–0       | Товариський матч                            |
| 22. | 8 липня 2019    | Нешнл Соккер Стедіум, Апіа                    | Американське Самоа | 2–0     | 5–0       | Тихоокеанські ігри 2019                     |
| 23. | 8 липня 2019    | Нешнл Соккер Стедіум, Апіа                    | Американське Самоа | 3–0     | 5–0       | Тихоокеанські ігри 2019                     |

## Досягнення

### Клубні
«Єнген Спорт»
- Суперліга Нової Каледонії
  -  Чемпіон (2): 2017, 2019

- Кубок Нової Каледонії
  -  Володар (3): 2013, 2015, 2019

- Ліга чемпіонів ОФК
  -  Чемпіон (1): 2019

«Мажента»
- Суперліга Нової Каледонії
  -  Чемпіон (1): 2014

### У збірній
- Тихоокеанські ігри
  -  Чемпіон (1): 2011

- Срібний призер Кубка націй ОФК: 2008, 2012

### Особисті
- Золота бутса Тихоокеанських ігор (1): 2011
- Футболіст року в Океанії (1): 2011
- Гравець року в Новій Каледонії (1): 2015[13]
- Золотий м'яч Ліги чемпіонів ОФК (1): 2019[14]